# Heterodontosaurinae
Heterodontosaurinae es una subfamilia extinta de dinosaurios ornitisquios heterodontosáuridos que vivieron desde el Jurásico Inferior hasta el Jurásico Medio (Hettangiense - Bajociense) de África y Suramérica. A la fecha, el heterodontosaurino más basal conocido es Lycorhinus angustidens procedente del Jurásico Inferior de la Provincia del Cabo, Sudáfrica. Los heterodontosaurinos son ornitisquios de pequeño tamaño y pueden distinguirse por las coronas dentales de sus mejillas que son más altas que anchas, y por una articulación de mandíbula colocada debajo del eje de oclusión entre los dientes maxilares y dentarios. Heterodontosaurinae fue nombrada implícitamente en 1966 por Oskar Kuhn siendo que él es el autor de la familia Heterodontosauridae. Es un taxón basado en raíces definido filogenéticamente por primera vez por Paul Sereno en 2012 como "el clado menos inclusivo que contiene a Heterodontosaurus tucki Crompton y Charig 1962 pero no a Tianyulong confuciusi Zheng et al. 2009, Fruitadens haagarorum Butler et al. 2010 y Echinodon becklesii Owen, 1861."